# دیوید برند (بازیکن فوتبال)
دیوید برند (انگلیسی: David Brand؛ زادهٔ ۲۵ اکتبر ۱۹۵۱) بازیکن فوتبال اهل بریتانیا است.
از باشگاه‌هایی که در آن بازی کرده‌است می‌توان به باشگاه فوتبال استوک‌پورت کانتی و باشگاه فوتبال ویگان اتلتیک اشاره کرد.